# 뱌체슬라프 몰로토프
뱌체슬라프 미하일로비치 몰로토프(러시아어: Вячесла́в Миха́йлович Мо́лотов, 본성: 스크랴빈·Скря́бин, 문화어: 뱌체슬라브 몰로또브, 1890년 3월 9일~1986년 11월 8일)는 러시아의 공산주의 혁명가이자 소련의 정치인, 외교관으로 이오시프 스탈린 치하 소련의 대표적인 노멘클라투라이자 볼셰비키가 처음으로 양성한 직업혁명가로도 유명하다.
몰로토프는 블라디미르 레닌 사후 스탈린을 보좌하며 고참 볼셰비키 출신 고위 공직자로 성장했고 외교 분야에서 탁월한 감각을 보여 1939년부터 외무인민위원회 의장으로 취임하였다. 재임 기간 중 그는 독소불가침조약를 채결하고 제2차 세계 대전이 발발한 이후에는 연합군 사령부에서 일했다. 그는 또한 테헤란 회담, 얄타 회담, 포츠담 회담에 참석하였고 소련의 국익에 부합하는 결과를 이끌어냈다. 냉전이 발생한 이후에는 몰로토프 플랜을 발표하여 미국의 마셜 플랜에 대항할 정책을 제시하기도 했다.
그러나 종전 이후 몰로토프는 스탈린의 신임을 잃었고 결국 1949년 외무인민위원회 의장에서 사임하게 되었다. 그후 몰로토프는 스탈린으로부터 종종 비난을 받았으나 실각되지 않았다. 1953년 스탈린이 사망하자 그는 외무부장관으로 재신임 되었지만 니키타 흐루쇼프와의 권력 투쟁에서 패배한 후 반당집단으로 몰렸고 결국 1962년에 소련 공산당에서 퇴출되었다.
몰로토프에 회고록에 따르면 거의 평생에 걸쳐 맺은 스탈린과의 복잡한 관계에도 불구하고 그는 여전히 이오시프 스탈린을 지지하였으며, 스스로도 자신이 스탈린주의자인 것을 매우 자랑스럽게 생각했다.

## 어린 혁명가

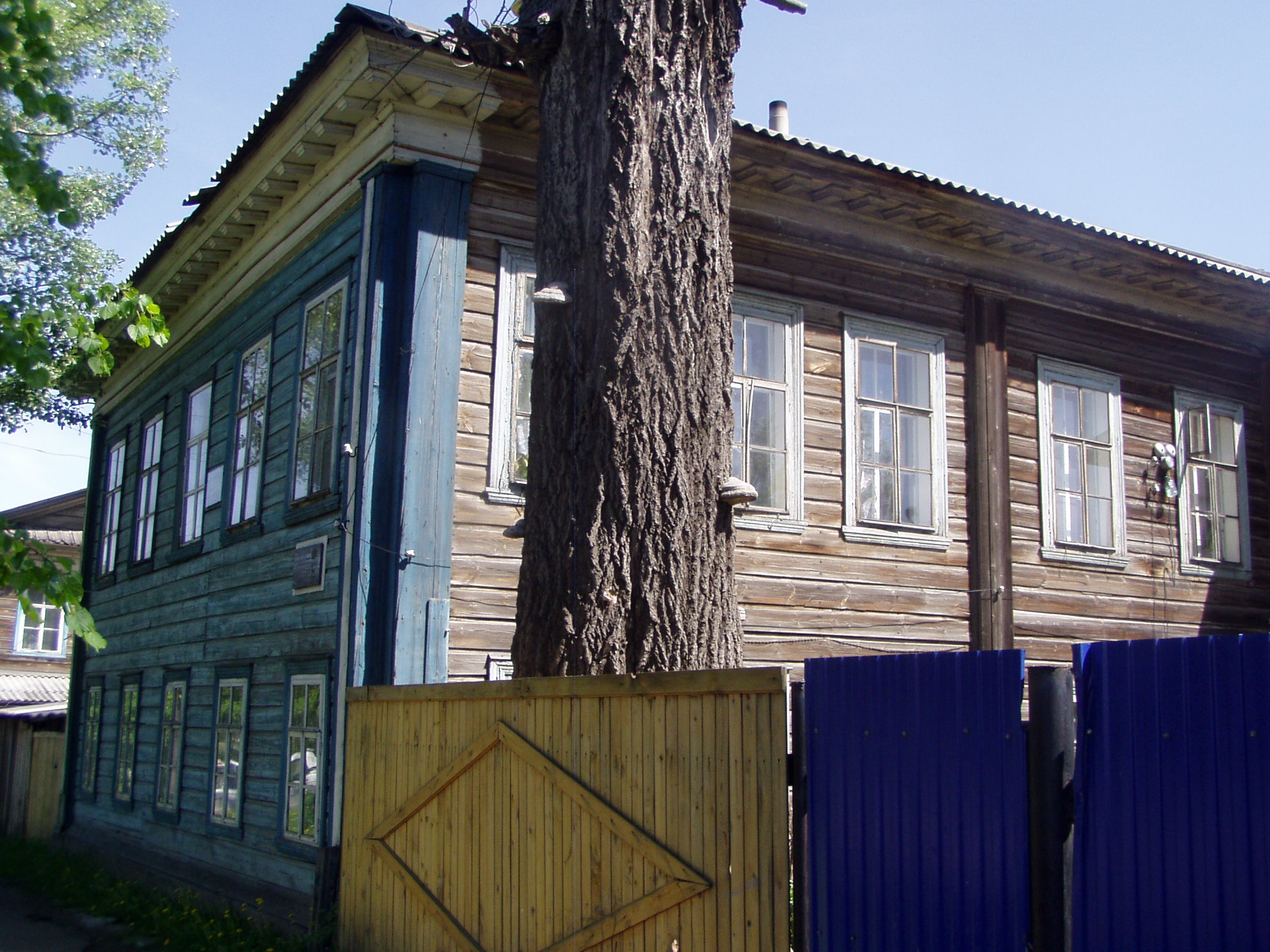
소베츠크에 있는 몰로토프의 생가

뱌체슬라프 미하일로비치 스크랴빈은 1890년 작은 러시아 중부의 촌 쿠카르카에서 중산층 계급 부모에게 태어났다. 1912년 경에 그는 "망치"를 의미하는 자신의 혁명적 성 "몰로토프"를 채택하였다. 몰로토프는 러시아의 작곡가 알렉산드르 스크랴빈에게 관련이 있었으며 소년으로서 바이올린을 배웠다. 이 시간 동안 러시아의 군주 차르들은 나라를 가혹하게 다스려 지방적 규칙을 낮추고 산업 근로자들과 농민들을 관리하는 데 귀족들을 임명하였다. 이 일은 열악한 근무 조건, 더욱 큰 빈곤과 기아 그리고 시민들 사이에 점점 커지는 불만으로 이글었다. 1900년대 초반과 중반에 몰로토프의 가족이 농민과 근로자의 불안에 더욱 흥미를 가지고 연루되면서 그는 더욱 실습적인 교육을 위하여 음악에서 공부를 포기하기로 결정하였다. 그는 카잔 근처에 있는 고등학교를 다녔다.  거기서 몰로토프는 공산주의의 아버지로 숙고된 독일의 철학자 카를 마르크스의 아이디어들로 소개되었다. 공산주의는 일당 공산당이 사람들의 삶의 모든 측면을 통제하는 정부 체제이다. 경제적 이론에서 그것은 재산과 기업의 개인 소유를 금지하여 생산된 제품들과 축적한 재산이 모든 사람들이 상대적으로 동등하게 공유한다.
혁명 사상은 1905년까지 놀린스크 지방으로 유입되어 도달하였다. 어리고 감상적이던 몰로토프와 그의 친구들은 연설들을 듣고 상트페테르부르크에서 일어난 철도 총파업과 노동자들의 반란, 그리고 몇몇의 러시아의 주들에서 일어난 지주들의 불타는 재산들에 관하여 들었다.  몰로토프는 학생 마르크스주의 단체들에 가입하고 가까운 친구의 부친이 재정적으로 그들을 후원하기 시작했을 때 볼셰비키에 관하여 배우기 시작하였다.  몰로토프는 16세의 나이에 러시아 사회민주노동당에 입당하고 볼셰비키 세력 쪽으로 기울었다.
몰로토프는 곧 근로자들이 복종하고 행동을 취하도록 선동된 불의에 분노하게 만드는 것과 관련이 있었고 매일 러시아인들에게 공산주의 메시지를 보내는 동요 같은 혁명 전술들을 배웠다. 차르에게 반대에서 급진적 정치로 2년간 체포되고 망명한 몰로토프는 자신이 철도 노동자들 중에 일하면서 자신의 혁명적 실력들을 지속적으로 연마하였다. 망명으로부터 석방 후, 그는 상트페테르부르크 공예 학교에서 수학하였다.  몰로토프는 이오시프 스탈린에게 방을 빌려준 자신의 고모를 통하여 1912년 스탈린을 만났다. 스탈린은 공산주의 사상을 퍼트려 이미 경찰의 수색을 계속 받고 있었으나 몰로토프와 스탈린은 평생의 우정을 쌓았다. 또한 그해 몰로토프는 "진실"을 의미하는 새로운 공산당 신문 프라우다와 연관이 되었다.

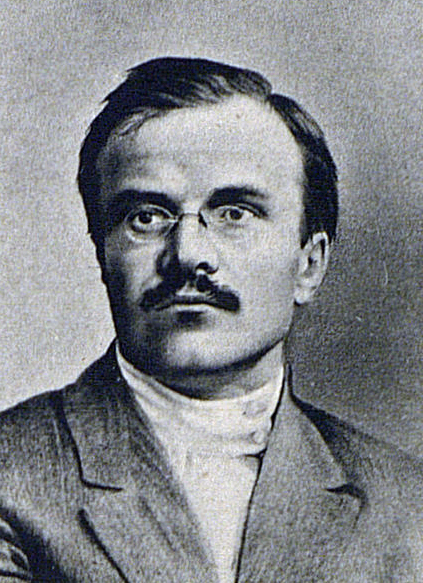
1917년의 몰로토프

다음 5년의 세월을 통하여 몰로토프는 혁명 활동들로 몇번 더 망명되었으나 프라우다를 위하여 자신의 업무를 유지하였다. 1916년 상트페테르부르크에 돌아온 그는 임시정부에 반대에 스탈린과 볼셰비키 지도자 블라디미르 레닌과 함께 가까이 일하였다. 몰로토프는 1917년 러시아 2월 혁명을 앞둔 노동자 파업들을 결성하는 도움을 주었다.  몰로토프는 동년 10월 혁명으로 알려진 성공적인 볼셰비키 일격을 계획한 군사혁명위원회의 일원이었다. 10월 혁명은 러시아에서 공산주의 국가의 시작을 알렸다.
지속적으로 스탈린의 신임을 얻고 주들에서 몇몇의 당의 직위들을 보유한 몰로토프는 공산당 계급들을 통하여 올라가 엄격한 당선 관리자로서 경력을 쌓았다.
1920년 11월 그는 우크라이나 볼셰비키당 중앙 위원회의 서기로 임명되었다. 우크라이나로 가는 길에 몰로포트는 사탕무 농장에서 일하던 유대인 여성 당원 노동자 폴리나 젬추지나를 만나 곧 결혼하였다.

## 공산당에서의 승진

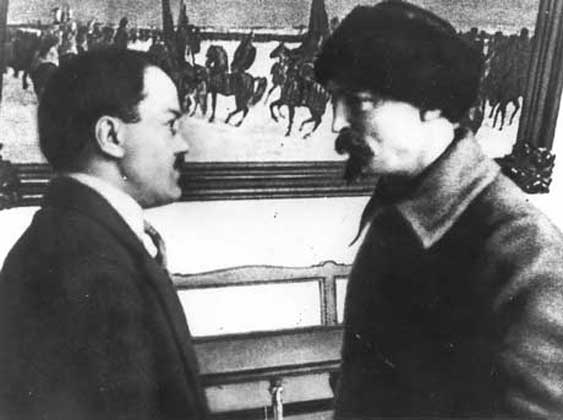
몰로토프와 합동국가정치국 국장 펠릭스 제르진스키 (1924년)

1921년 3월 몰로토프는 1957년까지 자신이 남아있을 전체 공산당 중앙 위원회에서 완전한 회원직으로 선출되었다.  1921년 그는 이듬해 스탈린에 의하여 대체되기 전에 잠시 중앙 위원회의 서기였다.  이제 스탈린의 가장 신임하고 충실한 측근인 몰로토프는 중앙 위원회의 두번째 지휘자로 남아있었다.  1924년 레닌의 사망에 몰로토프의 도움과 함께 스탈린은 자신의 손에서 권력에 지속적으로 집중하여 모든 적들과 싸웠다.  스탈린은 몰로토프가 1952년까지 유지했던 회원직으로 1926년 1월 1일 정치국에서 완전한 회원직을 얻는 데 그를 배열하였다.  중앙 위원회는 소련을 지배한 공산당의 행정 기관이었다.  중앙 위원회의 서기는 당에서 최고 권력으로 국가에서 최고 권력이었다.  1953년부터 1966년까지 상임 간부회로 알려진 정치국은 중앙 위원회와 지시된 당의 정책 안에 들어있었다.

## 스탈린의 충신

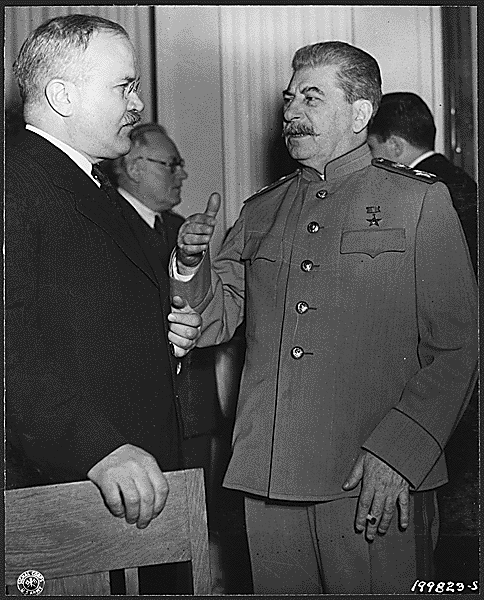
몰로토프와 이오시프 스탈린

1920년대 후반까지 스탈린이 소련 정부를 완전히 통제할 수 있으면서 몰로토프와 스탈린은 끊임없이 함께 일하였다.  몰로토프는 대지의 개인 소유가 폐지되고 국영 농장들에 전체의 농부들이 함께 모여졌던 스탈린의 농업 집단화의 계획을 주도적으로 맡았다.  그것은 집단화에 저항한 더욱 부유한 농민들을 "처리"하여 많은이들을 살해하거나 그들을 시베리아에 있는 노동 수용소로 보낸 몰로토프였다.  몰로토프는 또한 1930년대의 스탈린의 정치적 숙청과 더불어 진심으로 갔다.  망설이자 않으면서 몰로토프는 그들의 사형 영장에 서명하거나 노동 수용소 제도로 제거를 승인하였다.  유대인이었던 그의 부인 마저 몰로토프의 항의 없이 노동 수용소로 보내졌다.  몰로토프는 스탈린의 권위를 싸우지 않으면서 그와 함께 일할 수 있었다.  1930년 12월 18일 스탈린은 몰로토프를 소련 인민위원평의회 의장으로 만들었다.  이 칭호는 거의 다른 국가들에서 총리 혹은 정부의 수반 같았다.  당연히 스탈린은 진짜 권력의 수장이었으나 이름에서 몰로토프는 소련 정부의 수반이었다.

## 제2차 세계 대전

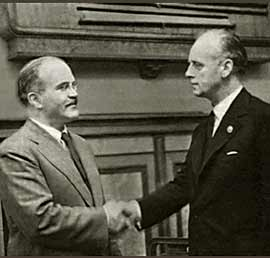
독소 불가침 조약에 조인 전에 요아힘 폰 리벤트로프와 만나는 몰로토프

1939년 유럽이 전쟁으로 향하면서 아직도 인민위원평의회의 의장이었던 동안 몰로토프는 또한 외무인민위원이 되었다.  몰로토프는 영국과 프랑스 같은 서구 권력들과 대화를 시작했으나 또한 독일의 아돌프 히틀러와 그의 나치당과 비밀 회담을 시작하였다.  나치 독일의 상승과 함께 당황한 스탈린과 몰로토프는 히틀러를 처리하려고 노력하는 데 비밀적으로 결정하였다.  그해 8월 23일 미국과 서유럽에 충격을 준 몰로토프와 스탈린은 독일의 외무장관 요아힘 폰 리벤트로프와 불가침 조약을 체결하였다.  독소 불가침 조약으로도 불린 리벤트로프-몰로토프 계약은 유럽을 나치와 소련의 구체로 분할하였다.  조약에 불구하고 히틀러는 1941년 6월 21일 소련을 침공하면서 스탈린을 놀라게 했다.
서구의 국가들과 대화들은 매우 긴밀한 일이었다.  1942년 5월 몰로토프는 경제와 군사적 상호 협동을 위하여 영국과 조약을 맺었다.  그는 미국에게 계속해서 말하고 더욱 나가서의 군사 협정들을 맺었다.  

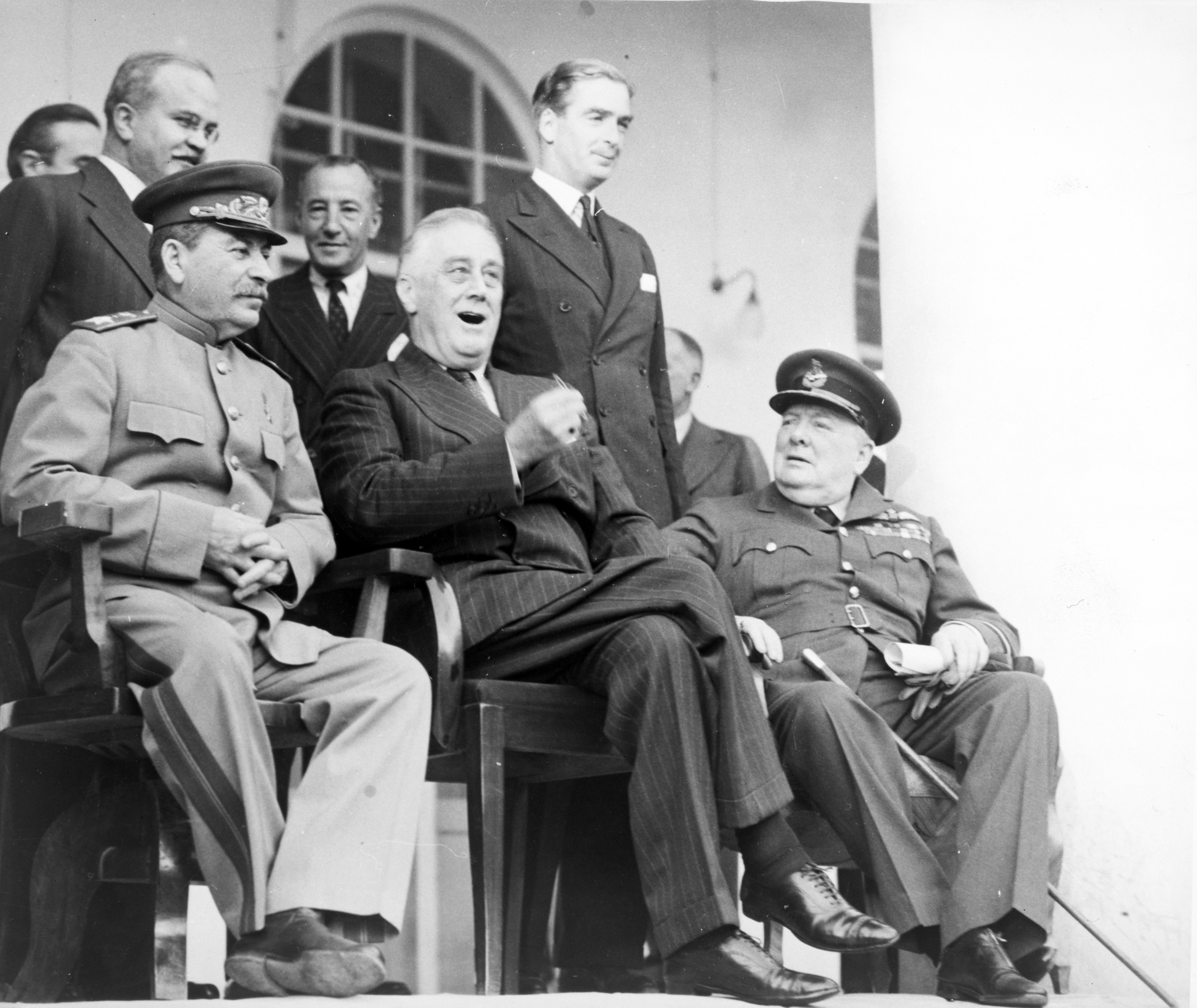
1943년 테헤란 회담에서 스탈린, 프랭클린 D. 루스벨트와 윈스턴 처칠. 뒤에 몰로토프와 앤서니 이든이 서있다.

유럽을 압도하고 있었던 히틀러의 나치 독일군의 전진을 멈추는 데 소련은 영국와 미국의 불안한 동맹국이 되었다.  1943년 10월 몰로토프는 11월 이란 테헤란에서 회담을 계획하는 데 연합국 지도자들과 만났다.  윈스턴 처칠 영국 총리, 프랭클린 D. 루스벨트 미국 대통령과 몰로토프와 함께 자신의 옆에 스탈린이 참석하였다.  처칠, 루스벨트와 스탈린은 "빅 쓰리" (Big Three)로 별명이 붙었다.  몰로토프는 전체의 전후의 회담들에 참석할 것이었다.
빅 쓰리는 패전한 독일의 전후 운명을 결정하는 데 1945년 2월 소련의 크림반도에서 다시 만났다.  항상 무뚝뚝하고 진지했던 몰로토프는 처칠과 루스벨트와 합의하는 데 스탈린보다 심지어 의지도 덜하였다.  나치 독일군이 소련에 초래한 엄청난 파괴를 깨달은 루스벨트는 가능한 한 많이 소련군들과 더불어 가기를 원하였다.  그것은 소련 영향의 동유럽과 미국, 영국과 프랑스 영향의 서유럽의 구체로 유럽의 분할을 시작하기 위한 큰 책임이 있었던 몰로토프였다.

## 냉전의 긴장
1945년 4월 12일 루스벨트가 갑자기 사망하고 부통령 해리 S. 트루먼이 미국의 대통령직을 차지하였다.  2주 안에 트루먼은 몰로토프를 백악관으로 불러 공산주의자들이 동유럽을 차지하고 있던 방향으로 철처하게 그를 꾸짖었다.  몰로토프는 화가 났다.  몰로토프와 스탈린은 전시의 연합국의 협력이 종말에 있었다는 것을 깨달았다.  냉전이 코 앞에 다가왔다.  7월 독일 포츠담에서 다음 전후의 회담에서 트루먼 대통령은 스탈린과 몰로토프를 보좌관으로 데려가 그들에게 미국이 새로운 강력한 무기를 가졌다고 말했다.  트루먼은 자신이 원자 무기에 관하여 말하고 있었다는 것을 그들이 깨닫지 않았다고 생각하였다.  하지만 소련인들은 몇시간 동안 미국의 원자 무기 개발 프로그램인 맨해튼 프로젝트 안에서 깊은 곳에 스파이가 있었고 세계 최초의 원자 무기의 성공적인 미국의 폭굉에 관하여 이미 알고 있었다.  소련인들은 몰로토프가 시초적으로 책임자였던 자신들의 원자력 프로그램을 이미 추구하고 있었다.
1946년 2월 스탈린은 모스크바에서 이번에 전체의 자본주의 국가들에 또다른 전쟁을 선언하는 데 보였던 연설을 하였다.  4월 파리에서 열린 외무장관 회담에서 몰로토프는 곧 혹은 이후에 마치 모든 나라들이 공산주의 아래 들어가야 하는 것처럼 연설하면서 더욱 냉전의 긴장을 고조시켰다.  파리에서 몰로토프가 Nyet (러시아어로 "아니다") 동지로 알려지게 되었다.  전쟁 후에 자신들의 약해진 상태에 관하여 방어적인 소련인들은 미래의 서방의 공격으로부터 그것을 보호하는 데 소련을 주위로 완충 지대를 건설하기를 필사적으로 원하였다.  그들은 완충 지대를 형성하고 있었던 동유럽 국가들의 자신들의 점령에 대해 꿈쩍도 하지 않았다.  몰로토프는 또한 독일을 약한 상태와 분할하는 것에 지키는 것을 원했던 것을 강요하였다.  그러나 이 점에 미국은 서부로 더욱 나가 소련의 확장의 진짜 가능성으로 보았던 것을 저항하는 데 독일을 강화하고 통합시키기를 원하였다.  이 굽히지 않는 반대 관점들 때문에 1946년 8월 말기부터 10월까지 파리 평화 회담은 실패였다.
그 동안 미국은 소련인들을 그 핵무기 전매권을 상기시키는 데 태평양에서 2개의 원자 폭탄을 폭발시켰다.  그러나 소련의 핵무기 프로젝트는 빠르게 진행되고 있었다.  그때쯤에 스탈린은 바쁜 몰로토프를 핵무기 개발 프로젝트로부터 떼어 놓고 KGB의 수장 라브렌티 베리야와 그를 대체하였다.  또한 소련 내부에서 스탈린은 아무튼 자신이 반스탈린파로 생각했던 모든 개인에 대한 숙청을 재개하였다.  하지만 충신인 몰로토프는 지속적으로 스탈린의 신임을 보유하였다.
분할된 독일과 함께 무엇을 하느냐는 소련, 미국, 영국과 프랑스 사이에 지속적인 토론의 포인트가 되었다.  1948년 3월 아직도 소련의 외무장관이었던 몰로토프는 소련의 리더십을 짜증나게 하는 데 독일 문제를 이용하면서 서방의 권력들을 청구하였다.  1948년 6월 몰로토프의 찬성과 함께 소련인들은 겨우 독일의 전체가 나뉘어지면서 연합국들 중에 제2차 세계 대전 후 나뉘어진 베를린의 서부 부문의 토지 전면 봉쇄를 시작하였다.  냉전 긴장이 더욱 고조되어 봉쇄는 1949년 5월까지 지속되었다.  대량의 물품 공수를 통하여 연합국은 봉쇄된 도시에 공급하였다.

## 권력으로부터 몰락

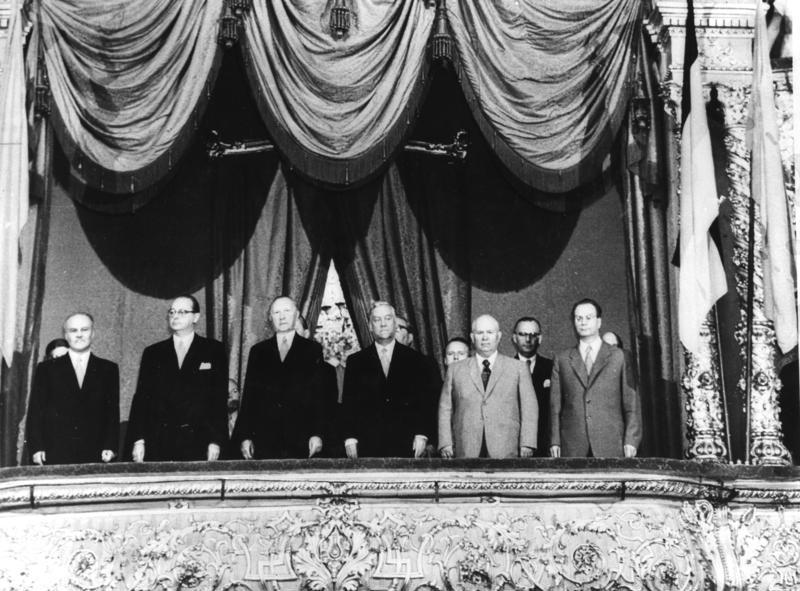
1955년 콘라트 아데나워 서독 총리 (중앙 왼쪽)의 모스크바 방문에서 니키타 흐루쇼프 (오른쪽에서 두번째)와 니콜라이 불가닌 총리 (흐루쇼프의 왼쪽)와 함께 (맨 왼쪽이 몰로토프)

1949년 3월 경에 몰로토프는 아마 스탈린의 숙청 명단에 마지막으로 드디어 착륙한 것 같았다.  설명할 수 없을 정도로 그는 소련 정치로부터 사라졌다.  당시 한 여름 쯤에 그는 자신의 외무장관 직위에서 해임되었다.   하지만 몰로토프는 정치국에 남아있었다.  그럼에 불구하고 1952년 후순에 더욱 더 편집증적이었던 스탈린은 몰로토프가 미국을 위한 스파이로 지낸 것으로 생각하면서 그에 관하여 의심하는 것이 분명했다. 
1953년 3월 스탈린의 사망 만이 몰로토프를 또다른 숙청 희생자로 지낸 것으로부터 몰로토프를 구했다.  비록 그렇다 하더라도 몰로토프는 스탈린의 장례식에서 감정을 표현하는 데 단 한명의 소련의 공무원이었다.  스탈린의 사망에 몰로토프는 소련의 외무장관으로서 자신의 직위로 돌아왔고 1956년 6월 혁신적인 소련의 새 지도자 니키타 흐루쇼프와 불일치가 커질 때까지 그 직위에 유지하였다.  미국과 서유럽의 국가들에 몰로토프의 강경 입장은 흐루쇼프의 평화로운 공존에 대한 생각과 상관 관계가 없었다.  몰로토프는 또한 스탈린에 대항하는 흐루쇼프의 연설들을 비난하였다.
1957년 초순에 몰로토프는 6월에 열린 정치국 회의에서 흐루쇼프를 권력으로부터 제거하는 데 이른바 당의 보수주의자들의 반당 단체와 함께 가입하였다.  시도는 실패하였다.  몰로토프는 자신이 잘못된 것을 인정하기를 거부하였다.  몰로토프는 자신의 전체의 직위들로부터 박탈을 당하고 1957년과 1960년 사이에 대사로서 몽골로 보내졌을 때 실습적으로 망명되었다.
1960년과 1962년 사이에 몰로토프는 오스트리아 빈에서 국제 원자력 기구로 소련의 사절단을 이끌 수 있었다.  하지만 흐루쇼프에 관한 그의 일관된 비판은 그에게 그 자리를 대가로 치르게 했다.  1962년 그는 오랜 퇴직을 시작하였다.  1964년 당서기장으로서 흐루쇼프의 마지막 몇달 동안 그는 몰로토프를 공산당으로부터 추방시켰다.  몰로토프는 노동 수용소로부터 돌아온 그의 부인과 함께 모호하게 모스크바에서 지속적으로 살았다.  1984년 그는 1957년부터 1985년까지 소련의 외무장관을 지낸 안드레이 그로미코의 영향으로 인하여 다시 입당되었다.  그로미코는 한번 몰로토프 아래에서 일했다.
몰로토프는 자신의 회고록을 썼으나 1986년 11월 8일 그의 사망에 출판되지 않은 것으로 남아있었다.  그는 모스크바의 노보데비치 묘지에 안장되었다.

## 같이 보기
- 몰로토프 플랜
- 몰로토프 칵테일
- 몰로토프 바구니